# Тайцы
Тайцы (тайск. ไทยสยาม, thịy s̄yām, тайск. ชาวไทย, chāw thịy, тайск. ชาวสยาม, chāw s̄yām) — коренное население Таиланда. Вероисповедание — буддизм. Язык — тайский. Иначе их называют сиамцы или кхонтаи. Численность — 90 млн чел., в Таиланде проживает 64,2 млн. Родственные им народы лао, чжуаны, буи, шаны, тхо (таи) и др. называют общим термином таи. Их язык входит в более крупную семью тай-кадайских народов. Этимология слова «тай (тхай)» — «свободный», то есть то же, что в Европе означало слово «франк».

## Происхождение и ранняя история
Человек на территории Таиланда обитает с палеолита. В начале 1 тысячелетия здесь обитали мон-кхмерские народы. В VII веке здесь было государство Дваравати (позже — Лопбури). В VII—IX веках — государство Харипунджая со столицей Лампун. Тайцы первоначально жили на Юньнаньском нагорье в Китае, откуда в XIII веке последних тайцев вытеснили монголы. Затем они постепенно заселили долины Чаупхраи, Меконга, Салуина и вытеснили мон-кхмеров. В XII—XIII веках они создали государство Сукхотаи. Была основана столица — Аютия (Аютхайя), царство стало называться Аютия или Сиам. Первый король Сукхотаи — Рамакхамхаенг Великий (1275—1318), первый король Аютии — Раматиббоди I (1350—1369).
На протяжении всей истории Сиам (или Таиланд) был королевством. В XVI—XIX вв. Таиланд неоднократно переживал попытки колонизации со стороны ряда держав Европы: португальцев, голландцев, англичан и французов, но Королевству Таиланд неизменно удавалось отстаивать свою независимость и остаться единственным государством Юго-Восточной Азии, не ставшим колонией.
Тайцы позаимствовали у кхмеров некоторые достижения культуры, например, письменность. Буддизм проник сюда в XIII в.

## Быт и хозяйственная деятельность
Традиционные занятия — сельское хозяйство, основная культура — рис. Дополнительно выращивают злаковые, тутовник, овощи, чай. Развито огородничество и садоводство, выращивают бананы, цитрусовые, рамбутан, манго, яблоки, персики и др. Разводят скот — буйволов и лошадей (как рабочую силу), коз, коров, свиней, кур, уток.
Рыболовство у тайцев развито речное и морское, но по технике одно от другого мало отличается. Есть чисто рыболовецкие селения. Основные промысловые рыбы (и прочие морепродукты): форель, камбала, минога, карп, окунь, сом, налим, креветки, трепанг, морская капуста. В рыболовстве используется тяжёлый бот (рыа пет), бамбуковые ловушки.
Среди ремесел очень почётна резьба по дереву (применяется в строительстве). Это сложная профессия, обычно она передается по наследству. В ювелирном деле развита только обработка камней. Золотые и серебряные изделия изготовляют обычно бирманцы. Основные женские ремесла — ткачество и гончарство. Почти в каждом доме есть ткацкий станок.
Основная утварь в доме — из тыквы, кокосов, бамбука, но для варки пищи используется керамика. Бытует фарфор, но изготовляется он чаще местными китайцами.
Из транспорта очень популярны лодки — сампан, лорчи (транспортная лодка большой грузоподъемности, парусная). Столица Таиланда Бангкок (по-тайски Крунг-Тхеп, или «город ангелов») изрезан каналами (клонгами), иногда целые семьи живут прямо на воде, в лодках. Поэтому Бангкок называют «Венецией востока». В старом Сиаме водные пути были главными. В XV—XVI веках Сиам славился судостроением. Речной транспорт и сейчас важен, но к нему добавились автотранспорт и авиация.
Традиционное жилище — свайный дом (характерен вообще для многих стран востока, спасает от наводнений), прямоугольный, каркасный, имеет 2-3 комнаты, обычно 1 этаж, веранду. Пол бамбуковый, конёк прогнутый. На севере строят не свайные дома, а на фундаменте. Развито культовое зодчество. Основным типом храма является пагода в виде ступы (по-тайски — прачхеди).
Основная пища: рис, рыба и овощи. Мясо едят редко (по праздникам, утки, куры, свинина). Молоко не пьют. Рис варят, овощи употребляют сырые, варят или жарят на растительном масле, обычно это томаты, тыква, огурцы, редис, бобы, горох, лук и т. д. Важны фрукты. Употребляют острые соусы из рыбы с перцем. Едят обычно всей семьёй, на веранде или на кухне. Сидят на циновках вокруг плоского подноса или низкого столика.
Одежда — панунг — несшитые штаны (намотанные, обычно у мужчин, но носят их и женщины), рубашки. У женщин также — несшитые юбки и кофты. Женщины используют широкий шарф (пахом). Головной убор — шляпа из пальмовых листьев. Обувь — сандалии, но часто ходят и босиком.

## Культура
До 1932 года в Сиаме была абсолютная монархия. Короля почитали как бога. Простые смертные не имели права приближаться к королю иначе, как на коленях. Король обладал высшей законодательной и судебной властью, был главнокомандующим всех вооружённых сил, верховным покровителем господствующей религии — буддизма. В 1932 году произошёл переворот, была принята конституция, в 1939 году Сиам переименовали в Таиланд, но король по-прежнему обладает довольно большой властью.
В тайском языке существует несколько регистров вежливости. То, как в повседневности говорит простой народ, совершенно не похоже на то, как говорят при королевском дворе.
Большое влияние на жизнь тайцев оказывает буддизм. В Бангкоке около 400 храмов. Наиболее крупный — Бенчам-обопит, сооружённый из белого мрамора (в переводе — Мраморный храм). Как и в соседних странах, здесь — большое число буддийских монахов, которые не имеют права работать, а могут жить только подаянием.
В Таиланде несколько видов театра: кхам-пхак, или нангтхалон (кукольный), кхон (актёров в масках), нан (экранизированный), йик (сатирический). На северо-востоке Таиланда был издавна распространён жанр мор лам (народная драма). На юге древнейшим является жанр лакхон нора или  манора (малайского происхождения). Это — танец или танец-драма, где действуют три персонажа: принц (Будда), принцесса и клоун. Принцесса Манора — мифический персонаж, полуптица, полуженщина. Позднее возник жанр лакхон нок, отличающийся грубоватым юмором. Придворный вариант драмы — лакхон най, где играют мужчины, также танцевальный. Основными сюжетами были сюжеты из «Рамаяны». На юге развивался народный театр Ликай с элементами оперы. В нём заметно влияние ислама.
Тайский национальный оркестр называется пситпат. В него входят ксилофоны, цимбалы, гонги, барабаны.
В литературе у кхонтаи первой была заимствованная из Индии и Цейлона культовая литература типа «Жизнеописаний Будды». Затем появились свои летописи. Местные традиционные космогонические мифы — нитти. Местный жанр любовной поэзии и песни — клон пет тон (строфа — две октавы). Частым персонажем является Кина Ре — полуженщина, полуптица. В литературе заметно влияние Индонезии и Китая.
Широко известен вид местного единоборства, тайского бокса (или муай-тай, в переводе «свободный бокс»). Имея сходство с каратэ, он имеет также и отличия, для него очень характерны удары ногами, и широкое применение захватов, ударов коленями и локтями.
Тайские имена являются словами тайского языка с благожелательным смыслом; в отличие от большинства ономастических систем региона, где фамилия идёт перед именем, у тайцев первым стоит личное имя.